# Fatahillah Abdullah
Fatahillah Abdullah, né le 28 novembre 1984, est un coureur cycliste indonésien.

## Palmarès sur route
- 2006
  - 7e étape du Tour d'Indonésie
- 2009
  - 2e étape du Tour d'Indonésie
- 2010
  - 3e étape du Tour d'Indonésie
  - 2e du Tour d'Indonésie
- 2016
  - 3e du Tour de Jakarta
- 2018
  - 3e du championnat d'Indonésie du contre-la-montre

### Classements mondiaux
| Année         | 2006 | 2007 | 2008 | 2009 | 2010 | 2011 | 2012 | 2013 | 2014 | 2015 | 2016 |
| ------------- | ---- | ---- | ---- | ---- | ---- | ---- | ---- | ---- | ---- | ---- | ---- |
| UCI Asia Tour | 169e |      |      | 268e | 180e | 68e  |      |      |      |      | 240e |

## Palmarès sur piste

### Jeux d'Asie du Sud-Est
- Nilai-Putrajaya 2017
  -  Médaillé de bronze de la poursuite par équipes